# Valerie Horsley
Valerie Horsley és una biòloga del desenvolupament i biòloga cel·lular nord-americana. Actualment treballa com a professora associada a la Universitat Yale, on ha investigat àmpliament el creixement, restauració i manteniment de cèl·lules de la pell. Actualment és membre del Yale Cancer Center i del Yale Stem Cell Center. Va rebre un premi presidencial de carrera inicial per a científics i enginyers el 2012 i el 2013 va rebre el premi Rosalind Franklin Young Investigator Award.

## Primera vida i educació
Valerie Horsley va ser criada per una mare soltera, que estava treballant cap al seu doctorat en enginyeria industrial durant la seva primera infància. Horsley sovint es posava a la cura d'estudiants de postgrau, que servien de mainaderes. Inicialment, va considerar una carrera en medicina treballant com a metgessa, però va optar per seguir una carrera en investigació. El 1998, Horsley va obtenir una llicenciatura en ciències biològiques a la Universitat de Furman i, més tard, el doctorat a la Universitat Emory el 2003.

## Carrera
La investigació que Horsley va explorar durant la durada del doctorat, supervisada per Grace Pavlath, es va centrar en els factors de transcripció implicats en el desenvolupament del teixit muscular esquelètic. El laboratori en què va treballar Horsley va descobrir que els músculs més petits dels ratolins estaven associats amb una manca de factor de transcripció NFATc2. Va ser capaç de determinar que el factor NFATc2 era un component fonamental que assignava les cèl·lules de mioblasts per fusionar-se i desenvolupar fibres musculars. També va descobrir que el factor NFATc2 regula la transcripció d'una citoquina, IL-4.
Més tard, Horsley va decidir apartar-se de la investigació muscular per completar la seva formació postdoctoral sota la direcció d'Elaine Fuchs a la Universitat Rockefeller. Va ser durant aquest procés que va investigar els factors que influeixen en el desenvolupament de les cèl·lules mare a la pell, específicament la transcripció del factor Blimp-1. Després de trobar que l'eliminació del gen que codificava Blimp-1 conduïa a la pell greixosa en ratolins, Horsley va descobrir que Blimp-1 monitoritza la mida de la glàndula sebàcia.
El 2009, Horsley es va incorporar a la facultat de la Universitat de Yale i va ser ascendit a professor associat de dermatologia el 2011, així com a Maxine F. Singer '57 Professor ajudant de biologia molecular, cel·lular i del desenvolupament.

## Investigació actual
Al seu laboratori de Yale, Horsley ha estudiat les vies cel·lulars i moleculars implicades en el desenvolupament i manteniment del teixit cutani, així com la relació entre les cèl·lules grasses de la pell, la cicatrització de ferides, la regeneració dels fol·licles pilosos i la formació de queratinòcits durant el desenvolupament embrionari. Horsley estudia actualment cèl·lules mare adultes en teixit epitelial de la pell i com aquestes cèl·lules contribueixen a la cicatrització de ferides i al desenvolupament del càncer, utilitzant el ratolí com a sistema model genètic.
La doctora Horsley va revolucionar el camp de la biologia de les cèl·lules mare epitelials identificant les cèl·lules mare de l' adipòcit de la pell, establint un paper important per a aquestes cèl·lules progenitores en la regulació de la rotació, el rejoveniment i la reparació de ferides de l'epidermis de la pell i dels fol·licles pilosos. Va trobar que dins dels teixits epitelials, les cèl·lules tendeixen a limitar-se a microambients diferents. Els mecanismes de les cèl·lules adipòcites en l'homeòstasi i regeneració de teixits no s'entenen bé. Horsley va descobrir la font tant de cèl·lules grasses com de cèl·lules immunes com a senyals locals, ja que el senyal hormonal, la prolactina, és responsable de l'activitat de les cèl·lules mare i de la regeneració de les cèl·lules de la pell. Juntament, el seu laboratori també va trobar que la diferenciació cel·lular dels adipòcits i el creixement del pèl es produeixen simultàniament i, quan cessa el procés de diferenciació cel·lular (adipogènesi), el creixement del pèl s'atura i els fol·licles es deterioren. El seu equip va identificar progenitors adiposos específics a la pell, cosa que va indicar la necessitat d'aquestes cèl·lules per induir suficientment el creixement del fol·licle pilós. Aquestes cèl·lules s'activen després de la lesió i són necessàries per a la migració de fibroblasts durant el procés de curació de la ferida. El laboratori de Horsley va descobrir que l'envelliment provoca la pèrdua de la regeneració de les cèl·lules precursores de l'adipòcit dèrmic i, per tant, requereix una senyalització de Pdgf. A més, les cèl·lules mare dels adipòcits poden formar miofibroblasts després de lesions cutànies que generen proteïnes de la matriu extracel·lular i col·lagen reticulat i aquestes cèl·lules són estimulades per proteïnes de senyalització derivades de macròfags. La seva investigació proporciona un vincle entre la comunicació de diverses cèl·lules que condueixen al creixement del cabell i a la curació de ferides, revelant un marc per a la possible regulació de la reparació de teixits i el desenvolupament de diverses malalties.
Se sap que les forces mecàniques regulen el desenvolupament, l'homeòstasi i la regeneració de teixits pluricel·lulars. Per il·lustrar la mecànica relacionada amb la funció de la pell, Horsley i E. Dufresne van utilitzar la microscòpia de força de tracció per descobrir les propietats físiques dels cúmuls epitelials. Mitjançant la genètica, els anticossos que bloquegen la funció i el modelatge matemàtic, el seu treball va revelar la importància de la cohesió física a través de molècules de cadherina amb la coordinació de la força mecànica a través dels clústers pluricel·lulars. Juntament amb M. King, van identificar un paper de l'adhesió nuclear-citoesquelètica durant el creixement del fol·licle pilós. Van trobar que les proteïnes de la membrana nuclear interna de la família Sun són necessàries per al procés d'adhesió dels queratinòcits i l'estructura del fol·licle pilós mitjançant la regulació del citoesquelet.

## Premis
El 2008, Horsley va ser finalista regional als premis Blavatnik per a joves científics.
El 2012, Horsley va rebre el Premi presidencial a la carrera primerenca per a científics i enginyers per la seva investigació sobre la generació de cèl·lules de la pell. També el 2012 va ser una de les dues destinatàries i va rebre el premi Rosalind Franklin Young Investigator Award, lliurat cada tres anys per la Genetics Society of America i la American Society of Human Genetics a dues dones científiques destacades en el camp de la genètica.
El 2016, Horsley va rebre el premi Montagna Lecture de la Society of Investigative Dermatology.
El 2018, Horsley va rebre el Premi a la Divisió de Postgrau en Ciències Biomèdiques i Biològiques de la Universitat Emory.
El treball i el laboratori de Horsley estan recolzats pel finançament federal dels Instituts Nacionals de Salut.

## Servei públic
Després d'adonar-se de la manca de científics en la presa de decisions polítiques, Horsley va presentar la seva primera candidatura per al càrrec electe el 2018, presentant-se al senat estatal de CT. Va perdre les tres primàries demòcrates davant Jorge Cabrera.
Horsley va ser elegit membre del consell legislatiu de Hamden a CT el 2019, guanyant el quart districte.

## Polèmica
El 3 d'agost de 2020, Horsely va participar en un conflicte de Twitter on diversos usuaris de Twitter havien comparat acudits sobre cucs amb l'opressió de les minories i les dones.
Amb un gran tuit va dir: "És només una broma ... les dones i la gent de color ho han sentit abans". Més tard, va suprimir el tuit i es va disculpar per això.
El 2021, Horsley va estar involucrada en una disputa amb el seu conseller de Hamden, Justin Farmer. Durant la disputa, va exigir que el regidor es dirigís a ella pel títol de "metge" honorari" en lloc de "regidora". Diversos grups van demanar la seva dimissió per comportament elitista i racista durant la disputa inicial i en la seva posterior publicació a les xarxes socials. Entre els que demanaven la seva dimissió van figurar activistes i membres del Comitè de la Ciutat Democràtica del seu districte, i aquest incident va succeir una ocasió al juliol de 2020, quan Horsley també va ser acusada de racisme.